# منجم جراسبيرج

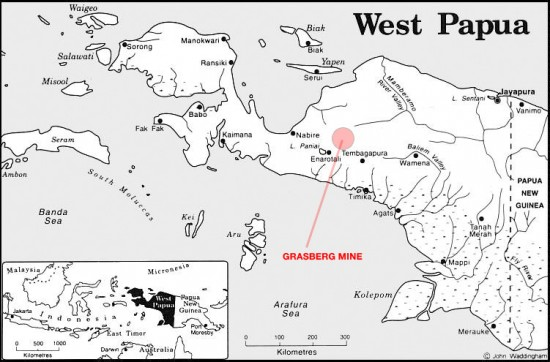
خريطة موقع منجم جراسبيرج

منجم جراسبيرج هو أكبر منجم للذهب وثاني أكبر منجم للنحاس في العالم. ويقع في مقاطعة بابوا في إندونيسيا بالقرب من بونكاك جايا، أعلى جبل في بابوا.
يعمل بالمنجم 19500 موظف. وتمتلك شركة فريبورت مكموران، 48.74 ٪  وتمتلك حكومة إندونيسيا 51.23٪.